# Julius Schiller
Julius Schiller (ur. ?, zm. w 1627 roku w Augsburgu) – niemiecki prawnik i astronom.

## Życiorys
Szczegóły jego życia nie są dobrze znane; był on nawet błędnie uznany za augustiańskiego mnicha. Schiller żył współcześnie z Johannem Bayerem, także mieszkającym w Augsburgu. Z pomocą Bayera Schiller opublikował atlas nieba Coelum Stellatum Christianum, który ukazał się w 1627, w roku śmierci autora. Był on nie tylko nowoczesnym atlasem, ale także próbą stworzenia chrześcijańskiego obrazu nieba, w którym tradycyjne gwiazdozbiory zostały zamienione na postaci i symbole z tradycji chrześcijańskiej.
Postaci w Atlasie przedstawione są frontem do obserwatora, gdyż zdaniem Schillera oglądanie ich od tyłu byłoby niegodne. W tekście atlasu pojawiły się także nowe nazwy dla planet Układu Słonecznego, takie jak „Gwiazda Adama” zamiast Saturna, „Gwiazda św. Jana Chrzciciela” zamiast Wenus czy „Gwiazda Eliasza” zamiast Merkurego, a Droga Mleczna stała się „Drogą Wszystkich Świętych”.
Atlas Schillera pomimo wysokiej jakości był traktowany jako ciekawostka i, w przeciwieństwie do Uranometrii Bayera, nigdy nie zyskał dużego znaczenia. Krytykę rewolucyjnych zmian nazewnictwa można znaleźć jeszcze we wstępie do wydanego 60 lat później atlasu Heweliusza. Konstelacje stworzone przez Schillera pojawiły się jeszcze tylko w jednym dziele, atlasie Harmonia Macrocosmica autorstwa Andreasa Cellariusa z 1661 roku. W odróżnieniu od Bayera, Schiller przedstawił sferę niebieską w postaci lustrzanego odbicia, „z punktu widzenia Boga” patrzącego na nią „z zewnątrz” w kierunku Ziemi. Taki pogląd był zgodny z tradycją tworzenia globusów niebieskich, podczas gdy mapy już powszechnie przedstawiały niebo tak, jak jest widziane z powierzchni Ziemi. Tym niemniej pozycje gwiazd wskazane w atlasie były bardzo precyzyjne i oparte na najnowszych dostępnych pomiarach ówczesnych astronomów; oprócz Bayera, Schillerowi pomocą służyli między innymi Tycho Brahe i Johannes Kepler. To w tym atlasie po raz pierwszy na mapie pojawiła się Wielka Mgławica w Andromedzie, kilka innych mgławic, jak również nowa Brahego i nowa Keplera.
Krater Schiller na Księżycu jest nazwany jego imieniem.

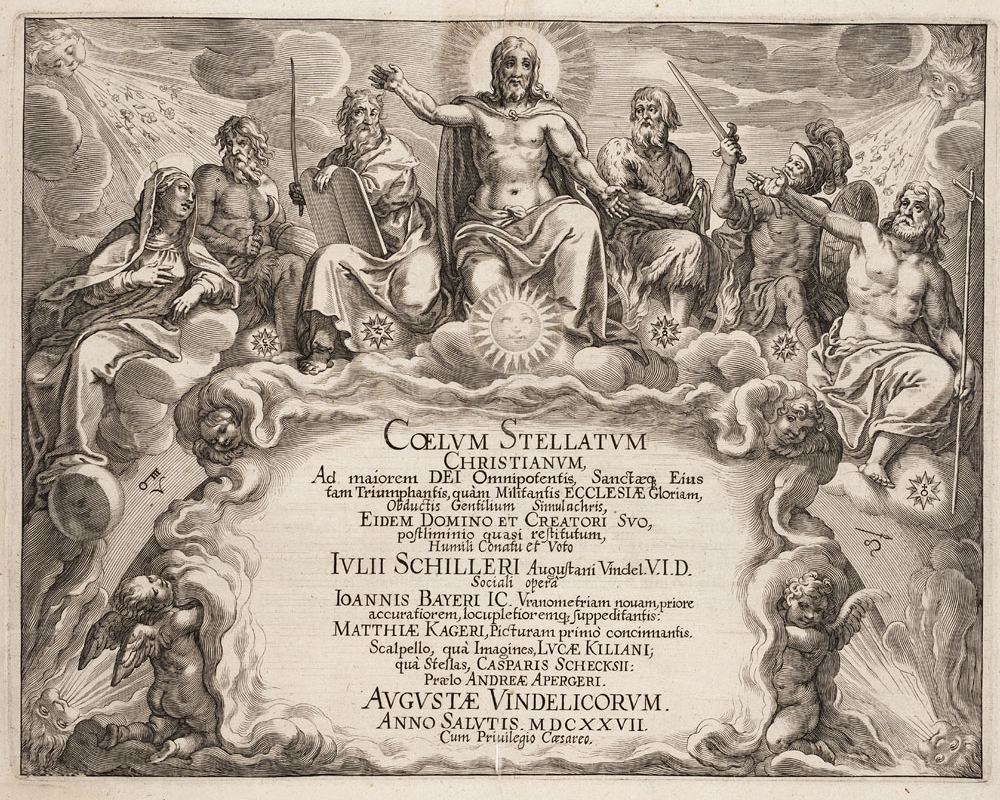
Strona tytułowa Coelum Stellatum Christianum
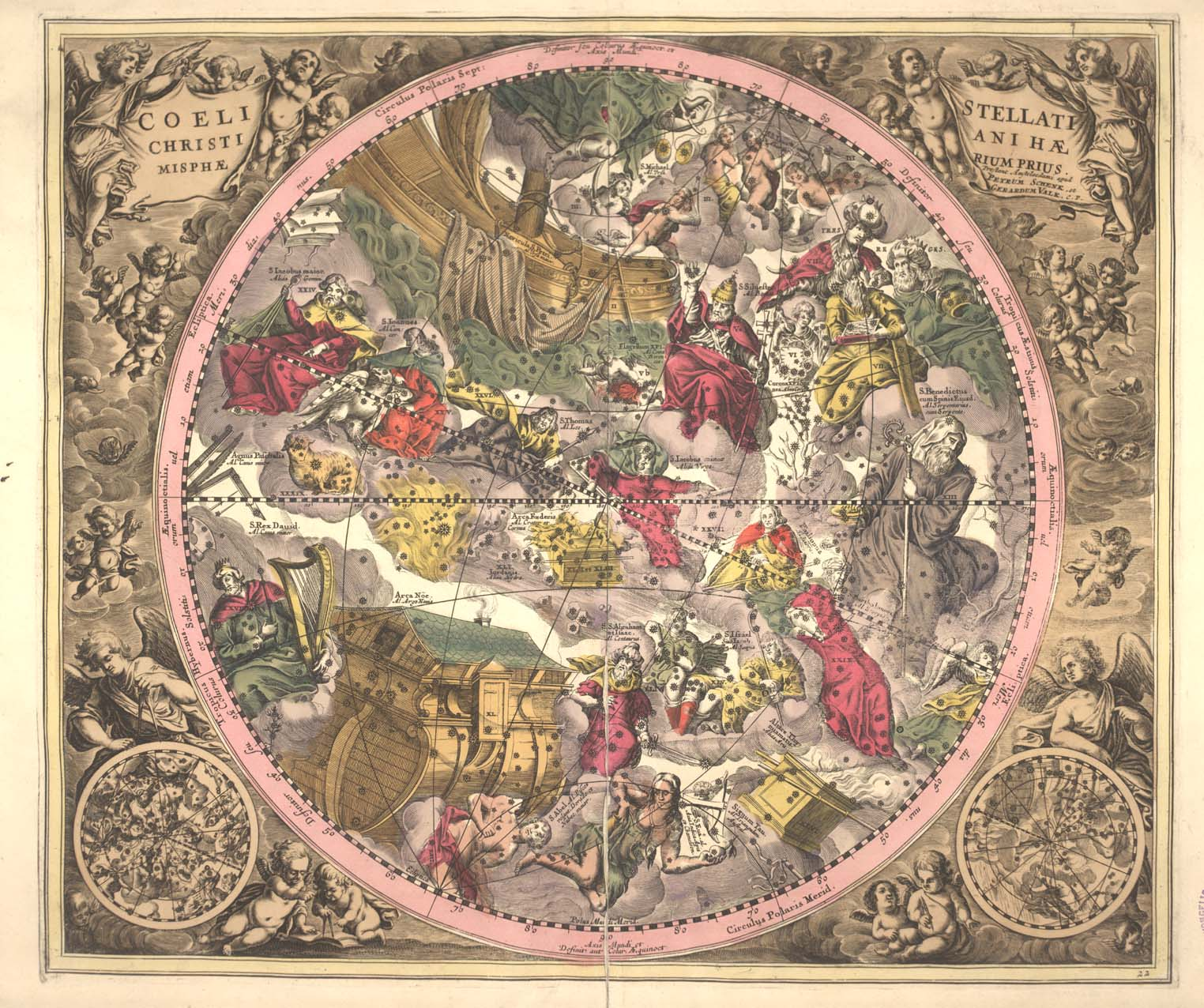
Przedstawienie chrześcijańskiego nieba Schillera przez Andreasa Cellariusa, półkula wokół punktu równonocy jesiennej
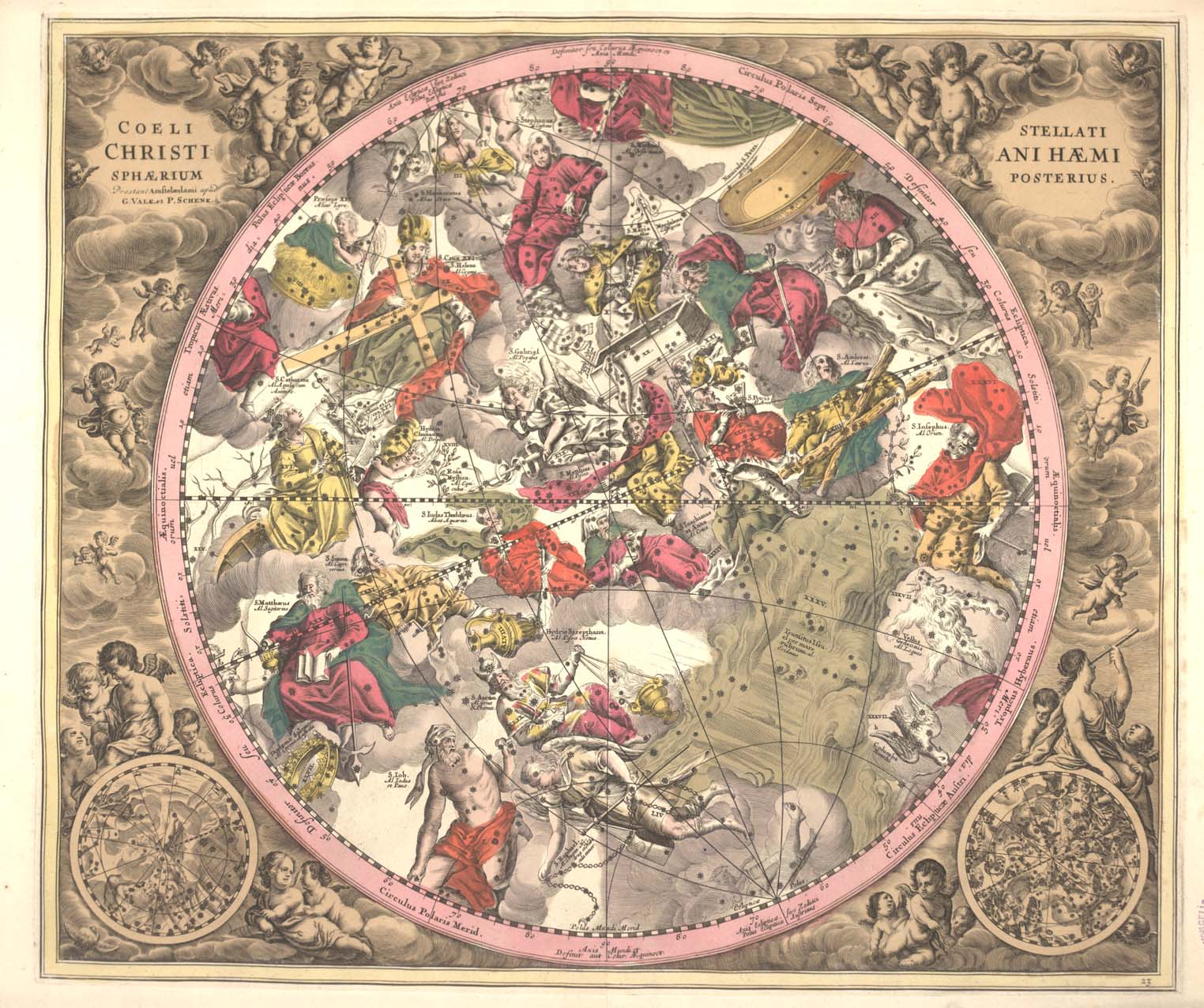
Chrześcijańskie konstelacje wokół punktu równonocy wiosennej

## Gwiazdozbiory
Postaci i symbole pochodzące z Nowego Testamentu z reguły znajdujące się na północ od ekliptyki.
| Uznane przez Międzynarodową Unię Astronomiczną | W Coelum Stellatum Christianum | Ilustracja |
| ---------------------------------------------- | ------------------------------ | ---------- |
| Mała Niedźwiedzica                             | Archanioł Michał               |            |
| Wielka Niedźwiedzica                           | Łódź Piotra Apostoła           |            |
| Gwiazdozbiór Smoka                             | Niewiniątka                    |            |
| Gwiazdozbiór Cefeusza                          | Święty Szczepan                |            |
| Gwiazdozbiór Wolarza                           | Sylwester I                    |            |
| Warkocz Bereniki                               | Biczowanie Chrystusa           |            |
| Korona Północna                                | Korona cierniowa               |            |
| Gwiazdozbiór Herkulesa                         | Trzej Królowie                 |            |
| Gwiazdozbiór Lutni                             | Żłóbek                         |            |
| Gwiazdozbiór Łabędzia                          | Święta Helena                  |            |
| Gwiazdozbiór Kasjopei                          | Maria Magdalena                |            |
| Gwiazdozbiór Perseusza                         | Paweł z Tarsu                  |            |
| Gwiazdozbiór Woźnicy                           | Hieronim ze Strydonu           |            |
| Gwiazdozbiór Wężownika                         | Benedykt z Nursji              |            |
| Gwiazdozbiór Węża                              | ciernisty krzew                |            |
| Gwiazdozbiór Orła                              | Katarzyna Aleksandryjska       |            |
| Gwiazdozbiór Strzały                           | Włócznia Przeznaczenia         |            |
| Gwiazdozbiór Delfina                           | Stągiew z Kany Galilejskiej    |            |
| Gwiazdozbiór Źrebięcia                         | Róża Duchowna (Maryja)         |            |
| Gwiazdozbiór Pegaza                            | Archanioł Gabriel              |            |
| Gwiazdozbiór Andromedy                         | Grób Jezusa                    |            |
| Gwiazdozbiór Trójkąta                          | Tiara Św. Piotra               |            |
| Gwiazdozbiór Wieloryba                         | Święta Anna                    |            |
| Gwiazdozbiór Wieloryba                         | Święty Joachim                 |            |
| Gwiazdozbiór Oriona                            | Józef z Nazaretu               |            |

Postaci i symbole ze Starego Testamentu zazwyczaj znajdujące się na południe od ekliptyki.
| Uznane przez Międzynarodową Unię Astronomiczną              | W Coelum Stellatum Christianum                                 | Ilustracja |
| ----------------------------------------------------------- | -------------------------------------------------------------- | ---------- |
| Gwiazdozbiór Erydanu                                        | Morze Czerwone                                                 |            |
| Gwiazdozbiór Zająca                                         | Gedeon                                                         |            |
| Gwiazdozbiór Gołębia                                        | Gołębica Noego                                                 |            |
| Wielki Pies                                                 | Król Dawid                                                     |            |
| Mały Pies                                                   | Baranek ofiarny                                                |            |
| Gwiazdozbiór Rufy, Kila, Żagla i Kompasu (dawny Okręt Argo) | Arka Noego                                                     |            |
| Gwiazdozbiór Hydry                                          | Rzeka Jordan (nie mylić z historycznym gwiazdozbiorem Jordanu) |            |
| Gwiazdozbiór Pucharu i Kruka                                | Arka Przymierza                                                |            |
| Gwiazdozbiór Centaura                                       | Abraham i Izaak                                                |            |
| Gwiazdozbiór Wilka                                          | Patriarcha Jakub                                               |            |
| Gwiazdozbiór Ołtarza                                        | Ołtarz z ofiarą z chlebów pokładnych                           |            |
| Korona Południowa                                           | Korona Salomona                                                |            |
| Ryba Południowa                                             | Dzban ziarna wdowy z Sarepty (związany z prorokiem Eliaszem)   |            |
| Gwiazdozbiór Żurawia i Feniksa                              | Arcykapłan Aaron                                               |            |
| Gwiazdozbiór Pawia i Indianina                              | Hiob                                                           |            |
| Gwiazdozbiór Muchy                                          | Ewa                                                            |            |
| Trójkąt Południowy                                          | Krzyż św. Antoniego                                            |            |
| Ryba Latająca i Złota Ryba                                  | Abel                                                           |            |
| Gwiazdozbiór Tukana i Wąż Wodny                             | Archanioł Rafał                                                |            |

Postacie dwunastu apostołów zastępujące dwanaście znaków zodiaku.
| Uznane przez Międzynarodową Unię Astronomiczną | W Coelum Stellatum Christianum | Ilustracja |
| ---------------------------------------------- | ------------------------------ | ---------- |
| Gwiazdozbiór Barana                            | Piotr Apostoł                  |            |
| Gwiazdozbiór Byka                              | Andrzej Apostoł                |            |
| Gwiazdozbiór Bliźniąt                          | Jakub Większy Apostoł          |            |
| Gwiazdozbiór Raka                              | Jan Ewangelista                |            |
| Gwiazdozbiór Lwa                               | Tomasz Apostoł                 |            |
| Gwiazdozbiór Panny                             | Jakub Mniejszy Apostoł         |            |
| Gwiazdozbiór Wagi                              | Filip Apostoł                  |            |
| Gwiazdozbiór Skorpiona                         | Bartłomiej Apostoł             |            |
| Gwiazdozbiór Strzelca                          | Mateusz Ewangelista            |            |
| Gwiazdozbiór Koziorożca                        | Szymon Apostoł                 |            |
| Gwiazdozbiór Wodnika                           | Juda Tadeusz Apostoł           |            |
| Gwiazdozbiór Ryb                               | Maciej Apostoł                 |            |